# Landessportbund Sachsen
Der Landessportbund Sachsen (LSB) ist die Dachorganisation des organisierten Sports in Sachsen und als solche Mitglied im Deutschen Olympischen Sportbund (DOSB). Er umfasst Sportvereine, Landesfachverbände, Stadt- und Kreissportbünde sowie weitere Sportinstitutionen und wurde am 29. September 1990 in Dresden gegründet.
Präsident des Landessportbundes Sachsen ist Ulrich Franzen. Sitz der Geschäftsstelle ist Leipzig.

## Selbstverständnis
Der LSB ist als Dachorganisation vor allem Interessenvertreter seiner Mitglieder. Die Gemeinschaft teilt als Basis die sportlichen Werte von Fairness, Vielfalt und Toleranz. Der LSB ist Ansprechpartner, Helfer und Unterstützer und koordiniert für eine positive Entwicklung des Sports im Land zahlreiche fachliche und sportpolitische Prozesse.
Sachsens Sport ist von einer großen Sportartenvielfalt und einer besonderen Leistungsstärke in zahlreichen Sommer- und Wintersportdisziplinen gekennzeichnet. Sächsische Sportler sind außergewöhnlich erfolgreich bei Olympischen Spielen und Winterspielen, bei Welt- und Europameisterschaften der Elite und des Nachwuchses. Damit setzen sie eine lange Tradition im Freistaat fort.
Als Gemeinschaft der sächsischen Sportvereine, Fachverbände und Kreis-/Stadtsportbünde sowie ihrer Jugendorganisationen, setzt sich der LSB dafür ein, dass der Sport im Freistaat seine positiven Werte und Wirkungen bestmöglich entfalten kann. Dabei dienen fünf Leitmotive als Orientierung:
- Sozialer Zusammenhalt: Sport verbindet Menschen und überwindet Barrieren. Der LSB engagiert sich für Fairness und gegenseitigen Respekt in der sportlichen Gemeinschaft und der gesamten Gesellschaft.
- Bildung und Erziehung: Sport hat einen unschätzbaren Einfluss auf die Persönlichkeitsbildung und die Entwicklung sozialer Kompetenzen. Der LSB engagiert sich für eine frühzeitige, qualitativ hochwertige Bewegungsförderung und sichert ein leistungsfähiges Bildungs- und Qualifizierungssystem.
- Engagement und Ehrenamt: Sport mobilisiert Tausende für eine freiwillige Tätigkeit zum Wohle der Allgemeinheit. Der LSB setzt sich für eine moderne Engagementkultur ein und gibt damit wichtige Impulse für die Weiterentwicklung des organisierten Sports und einer aktiven Bürgergesellschaft.
- Gesundheit: Sport in seiner Vielfalt leistet durch seine Aktivitäten einen Beitrag zu Gesunderhaltung und Wohlbefinden. Der LSB engagiert sich für geeignete Rahmenbedingungen, die ein lebensbegleitendes Sporttreiben aller Bevölkerungsgruppen ermöglichen.
- Leistung: Sport ist Leistung. Gerade durch Leistung generiert er seine öffentliche Wahrnehmung und schafft mit seinen Vorbildern auch eine wichtige Grundlage für die Entwicklung anderer Sportbereiche. Der LSB bekennt sich eindeutig zum Leistungssport und zur Förderung der Entwicklung leistungssportlicher Talente.

Quelle: Positionen und Ziele bis 2021 – Landessportbund Sachsen

## Aufgaben
Übergreifende Aufgabe des Landessportbundes Sachsen ist die Interessenvertretung des organisierten Sports gegenüber der Öffentlichkeit, insbesondere gegenüber Staat und Kommunen. Darüber hinaus ist der LSB vor allem Dienstleister für seine Mitglieder und sorgt für eine koordinierte Sportentwicklung im Land. Weitere Aufgaben sind:
- Vereinsberatung und Information
- Organisation der Sportförderung für Vereine und Verbände
- Verbesserung der Sportinfrastruktur, Beratung zur Förderung und Begleitung von Baumaßnahmen
- Aus- und Fortbildung von Übungsleitern, Trainern, Jugendleitern und Vereinsmanagern
- Förderung des Breitensports, insbesondere Gesundheitssport, Kinder- und Jugendsport sowie Sport der Älteren
- Organisation von Landesjugendspielen und Landes-Seniorensportspielen, Unterstützung für breitensportliche Großereignisse in den Regionen
- Förderung des Leistungssports, insbesondere der Talententwicklung
- Qualifizierte sportmedizinische Betreuung und Dopingprävention
- Projekte für Integration und Demokratieförderung, Einsatz für Chancengleichheit
- Jugendarbeit durch die Sportjugend Sachsen, die LSB-Jugendorganisation, insbesondere Jugendbeteiligung und Qualifizierung, Freiwilligendienste, internationaler Austausch und Kinderschutz

Quelle: Informationsbroschüre zum Landessporttag 2017 in Neukieritzsch

## Veranstaltungen
Neben hunderten sportlichen Veranstaltungen, die jährlich von den sächsischen Sportvereinen und Sportverbänden organisiert werden, gestaltet der Landessportbund Sachsen Jahr für Jahr auch zahlreiche Eigenveranstaltungen. Diese dienen zum einen unmittelbar der Erreichung sportfachlicher Zielstellungen. Zum anderen erzielen Veranstaltungen Aufmerksamkeit in der Öffentlichkeit und bieten Anlass und eine geeignete Plattform zur Vermittlung sportbezogener Themen.
So organisiert der LSB gemeinsam mit seinen Landesfachverbänden für den Sportnachwuchs Landesjugendspiele im jährlichen Wechsel von Sommer- und Wintersportarten nach dem Vorbild Olympischer Spiele. Die Landes-Seniorensportspiele sind der Höhepunkt im Sport der Älteren.
Gemeinsam mit dem Sächsischen Sportjournalisten-Verein sucht der LSB jährlich Sachsens Sportler des Jahres. Diese werden neben weiteren Preisträgern zu Jahresbeginn auf der Sächsischen Sportgala des LSB vor rund 1.000 Gästen ausgezeichnet.

## Statistik
Zu Jahresbeginn 2021 sind in 4.436 Sportvereinen, den 13 Kreis- und Stadtsportbünden sowie 56 Landesfachverbänden insgesamt 656.189 Mitglieder organisiert.
Seit seiner Gründung im Jahr 1990 wuchs der LSB damit um mehr als 330.000 Mitglieder. Der Organisationsgrad der Sporttreibenden in der sächsischen Bevölkerung stieg von damals 6,83 auf nunmehr 16,11 Prozent.
Größter sächsischer Sportverein ist die SG Dynamo Dresden. Insgesamt 53 Sportvereine im Freistaat haben mehr als 1.000 Mitglieder und gelten damit als Großsportverein.